# Epsilon Ophiuchi
Epsilon Ophiuchi (ε Oph, Yed Posterior) – gwiazda w gwiazdozbiorze Wężownika, znajdująca się w odległości około 106 lat świetlnych od Słońca.

## Nazwa
Tradycyjna nazwa gwiazdy, Yed Posterior, wywodzi się z arabskiego ‏يد‎ Yed, co oznacza „ręka” i łac. Posterior, oznaczającego „tylna”. Jest to jedna z dwóch gwiazd reprezentujących lewą rękę Wężownika, obok jaśniejszej Delta Ophiuchi (Yed Prior). Gwiazdy te nie są powiązane grawitacyjnie. Międzynarodowa Unia Astronomiczna w 2016 roku formalnie zatwierdziła użycie nazwy Yed Posterior dla określenia tej gwiazdy.

## Charakterystyka
Jest to olbrzym należący do późnego typu widmowego G, chłodniejszy od Słońca, o 61 razy większej jasności i 11 razy większym promieniu. Masa gwiazdy jest równa około 3 mas Słońca. Co nietypowe dla olbrzymów typu G i K, jest ona uboga w cyjan (CN). Yed Posterior rozpoczął życie jako znacznie gorętsza, błękitna gwiazda typu widmowego B, ale kończył już etap syntezy wodoru w hel. Najprawdopodobniej w jego helowym jądrze prawdopodobnie wkrótce zostaną zapoczątkowane reakcje syntezy helu w węgiel.
Yed Posterior ma towarzysza, w odległości 119,4 sekund kątowych (pomiar z 2010 r.; prawie 2 minuty kątowe) znajduje się słaba gwiazda o wielkości 12,27m, mały czerwony karzeł. Jeśli jest związany grawitacyjnie z olbrzymem, to okrąża go w okresie 125 tysięcy lat, w odległości co najmniej 3600 au.